# Ga Hàm Cường Tây
Ga Hàm Cường Tây là một nhà ga xe lửa tại xã Hàm Cường, huyện Hàm Thuận Nam, tỉnh Bình Thuận. Nhà ga là một điểm của đường sắt Bắc Nam nằm giữa ga Bình Thuận và ga Suối Vận. Lý trình ga: Km 1559 + 114.